# Rencontre de Cussac
Pour les articles homonymes, voir Cussac.
La rencontre de Cussac est le nom donné à une rencontre rapprochée qu'auraient eue un frère et une sœur avec un ovni et ses occupants en août 1967 à Cussac (Cantal). Le récit de leur témoignage fut recueilli par la gendarmerie. Cette observation donna lieu, à l'époque, à diverses enquêtes conduites par des associations ufologiques, puis, onze ans plus tard, en 1978, par le GEPAN, avant d'être ré-étudiée par le Cercle zététique qui la qualifie de méprise avec un hélicoptère.

## Témoignage
L'événement se déroule le matin du 29 août 1967, au village de Cussac, qui compte alors 282 habitants dans soixante-dix maisons. La commune est située sur un plateau, à 1 045 m d'altitude. Ce matin-là, il fait beau (ciel clair) mais un peu frais (12 à 16 °C) avec une légère brise soufflant de l'ouest. Dans deux vallées, à 10 km de Cussac, il y a du brouillard matinal. 
François Delpeuch, 13 ans et demi, et sa sœur Anne-Marie, âgée de 9 ans, accompagnés de leur chien Médor, sont partis depuis 8h conduire une dizaine de vaches à environ 800 mètres à l'ouest du village de Cussac, au lieu-dit Les Tuiles, dans un pré situé en bordure de la départementale 57, reliant Les Ternes à Pont-Farin.
Selon le quotidien La Montagne du 1er septembre 1967, les enfants auraient fait une rencontre insolite : « vers 10:30, ils aperçurent soudain 4 petits nains, et, croyant qu’il s’agissait de petits enfants, François les appela : Vous voulez bien venir jouer avec nous ? Les 4 nains se sauvèrent aussitôt derrière une haie de buisson. C’est alors que François monta sur un mur pour les distinguer. Il vit alors un engin brillant qui l’aveugla à 60 m de là. Les 4 nains semblaient vêtus de combinaisons noires et portaient des poils sur la face. Ils plongèrent tête première dans cet appareil, de 4 m de large sur 2 m de hauteur. Anne-Marie en vit ressortir 1 qui semblait avoir oublié quelque chose. Puis l’engin s’éleva et disparut rapidement dans le ciel. » Ce récit a été entendu par le père des enfants, M. Delpeuch, qui se trouve être le maire de Cussac, l’adjudant Axxx, commandant par intérim la compagnie de gendarmerie de Saint-Flour, averti par le précédent, et le correspondant de La Montagne.

## Enquêtes ufologiques

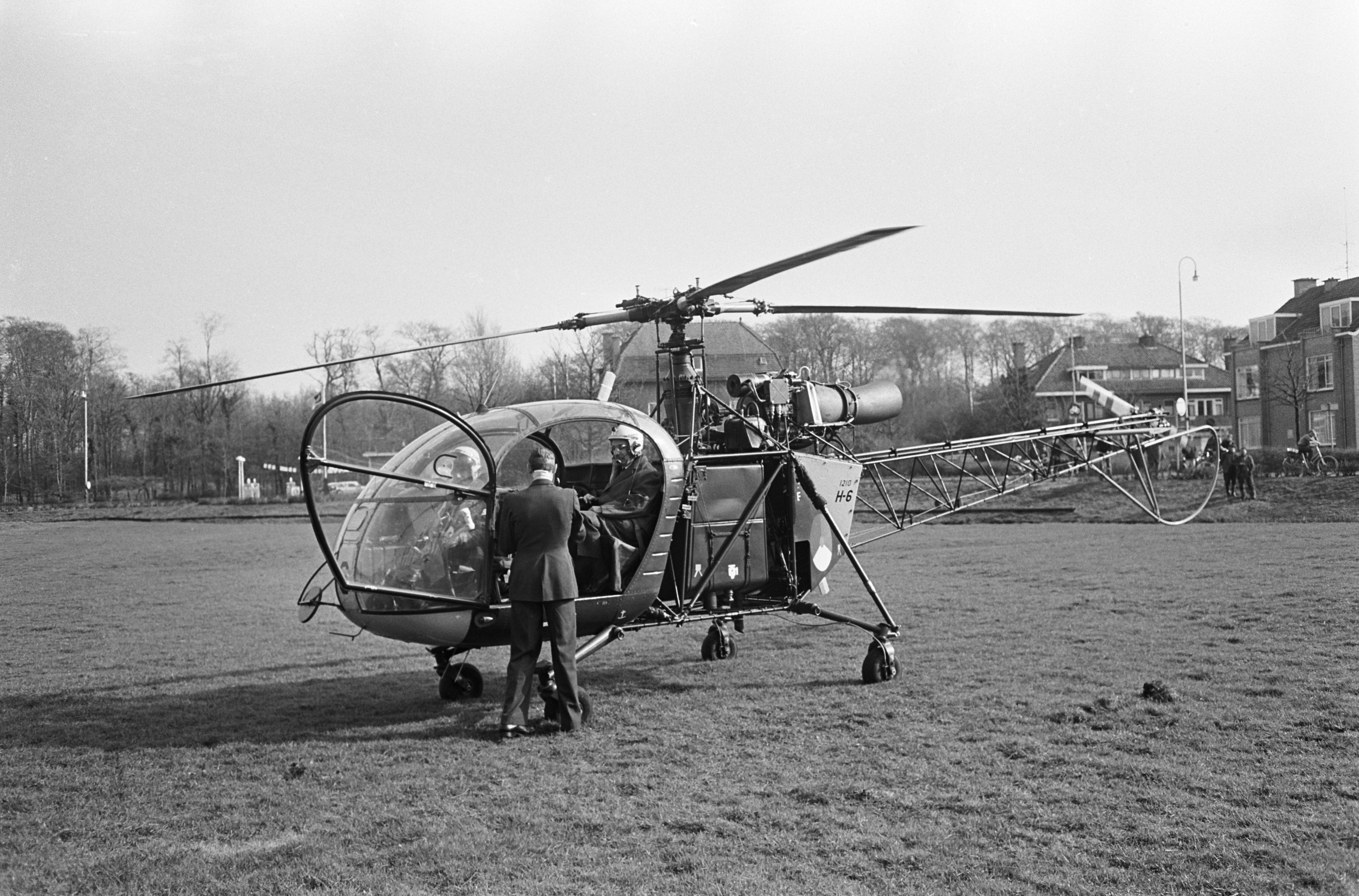
Une Alouette II (1965), qui reste l'hypothèse la plus probable.

Joël Mesnard et Claude Pavy débutent une enquête pour le GEPA (Groupe d'Etude des Phénomènes Aériens). Elle est publiée dans la revue Phénomènes Spatiaux en juin 1968.
L'association ufologique Lumières Dans La Nuit (LDLN) mène également une enquête avec des membres du Sud de la France.
En 1977, Luc Bourdin, enquêteur de LDLN, rencontre François Delpeuch, alors étudiant à la faculté de Clermont, et refait une contre-enquête complète sur le cas. Il apprend qu'une phrase attribuée à Anne-Marie (« Vous venez jouer avec nous ? ») est une pure invention journalistique, les témoins s'étant rendu compte rapidement qu'ils n'avaient pas affaire à d'autres enfants. François confirme en outre n'avoir pas vu de « pieds » sur lesquels aurait reposé la sphère. Seule sa sœur a évoqué ce détail.
En 1978, le GEPAN enquête sur le terrain avec François et Anne-Marie Delpeuch, mais ne publie pas ses conclusions. La reconstitution confirme la crédibilité du récit des deux enfants de 1967, selon la conclusion de cette enquête mentionnée par le rapport COMETA. Un gendarme arrivé sur les lieux juste après l'incident a noté une forte odeur de soufre.
En 1983 et 1985, une contre-enquête est réalisée par Thierry Pinvidic, Bertrand Méheust et Jean-Pierre Grangeon. François Delpeuch leur confie que l'objet était d'une luminosité inouïe, qu'il a perçu une sensation de chaleur et de souffle ; il pense avoir vécu une « distorsion » du temps. Un laboureur qui a croisé sur son tracteur les enfants après les faits confirme leur état de panique.
En 1996-1999, Éric Maillot, pour le Cercle Zététique, rouvre le dossier et exhume la quasi intégralité des documents de l'époque et ceux qui servirent à l'enquête du GEPAN en 1978, ainsi que leurs conclusions : les enfants ont bien vu quelque chose ; l'engin était probablement un véhicule militaire, la zone étant un site de manœuvres depuis trois ans ; le véhicule n'était probablement pas français car il n'y a pas d'enregistrement de ce déplacement dans les archives françaises. L'hypothèse, qui revient régulièrement même chez les ufologues, de l'Alouette II de la base de Bordeaux qui passait fréquemment dans la zone, reste sans réponse, aucune archive précise de ses trajets n'étant accessible. La conclusion de Maillot est que, faute d'éléments démontrant une « rencontre du 3e type », l'hypothèse la plus simple et crédible reste le passage d'un hélicoptère qui se serait posé quelques instants.
Des ufologues font remarquer qu'il est curieux que les enfants n'aient pas relaté la fermeture des portières de l'appareil, sans oublier l'aspect insolite de ses passagers. L'hypothèse de l'hélicoptère a été écartée par l'enquête du GEPAN, ainsi que par celle de Pinvidic, qui la juge « indéfendable ».

## Traitement journalistique de l'affaire
Les zététiciens ont critiqué le traitement de l'affaire par les médias régionaux. Outre les modifications du récit postérieur aux témoignages (reformulations, amplifications) par certains journaux en vue de rendre celui-ci plus sensationnel, ils critiquent la façon dont les témoignages ont été obtenus. Une forte influence de la part des enquêteurs est soupçonnée, notamment en orientant la question par la formulation ou en demandant des détails précis sur des instants brefs. Le jeune âge des témoins faciliterait l'altération de leurs souvenirs par les enquêteurs,. 
Analysant le choc qu'il a subi en 1967, François Delpeuch a maintenu l'intégralité de ses déclarations.